# Молот (фільм)
«Молот» (англ. Hammerhead) — італійсько-американський бойовик 1990 року.

## Сюжет
Детектив полює на людину, яка вбила його друга і знаходить його в Карибському басейні. Там він виявляє себе вплутаним у павутиння корупції і вбивство.

## У ролях
- Деніел Грін — Uаммер
- Мелоні Роджерс — Марта
- Хорхе Джіл — Хосе
- Донна Росі — Джулія
- Діанна Ланд — Ді. Ді.
- Френк Загаріно — найманий вбивця
- Ненсі Лі
- Тоні Хендрікс
- Джефф Молдован — Грег
- Ентоні Короне
- П'єр Агостіно
- Майк Кіртон
- Ларрі МакКвіллен
- Боб Сайсса
- Боббі Джисайс
- Лінвалд Лоу
- Андреа Гіроламі
- Олівер Семюелс
- Денніс Тітус
- Джек МакДермотт — детектив (в титрах не вказаний)
- Гоффредо Унгер — людина в пабі (в титрах не вказаний)